# Mazama pandora
Mazama pandora är ett däggdjur i släktet spetshjortar som förekommer i Mexiko på Yucatanhalvön. Populationen infogades tidigare som synonym i Mazama americana.

## Utseende
Denna spetshjort är lite större än Mazama americana. Hanar väger cirka 20,5 kg och honor är med ungefär 17,3 kg lite lättare. Ovansidan är täckt av gråbrun till brun päls som blir ljusare mot kroppens sidor och på buken är pälsen nästan vit. Pälsen bildas av korta och ganska glest fördelade hår. Jämförd med andra spetshjortar har Mazama pandora korta öron. I ansiktet mellan ögonen förekommer borstiga hår. De ställen där hornen kommer fram på huvudet ligger långt ifrån varandra och hornen är påfallande långa.

## Utbredning
Arten förekommer på Yucatanhalvön samt i angränsande regioner av Belize och Guatemala. Den lever i låglandet och i kulliga områden upp till 300 meter över havet. Mazama pandora kan anpassa sig till alla habitater som förekommer i regionen. Den vistas bland annat i områdets regnskogar som ibland översvämmas men även i Yucatanhalvön torra delar som ligger i norr.

## Ekologi
En ung hona stannade i ett 50 hektar stort område under tre månader. Födan utgörs av olika växtdelar. Till exempel från familjerna mullbärsväxter, sapotillväxter, ärtväxter, lagerväxter, myrtenväxter och palmer. Arten föredrar frukter från sapotillträdet och nötbrödsträdet. Honor föder en unge per kull. Nyfödda ungar registrerades i maj, juli, augusti och oktober.

## Hot
Liksom andra hjortdjur jagas Mazama pandora av regionens befolkning för köttets skull. Beståndet påverkas dessutom negativ av landskapsförändringar. Enligt uppskattningar minskade hela populationen med 30 procent under de gångna 18 åren (tre generationer, räknad från 2015). I kommunen Calakmul inrättades en skyddszon. IUCN listar arten som sårbar (VU).